# Pădureți, Argeș
Pădureți este un sat în comuna Lunca Corbului din județul Argeș, Muntenia, România.